# Windpark Krammer

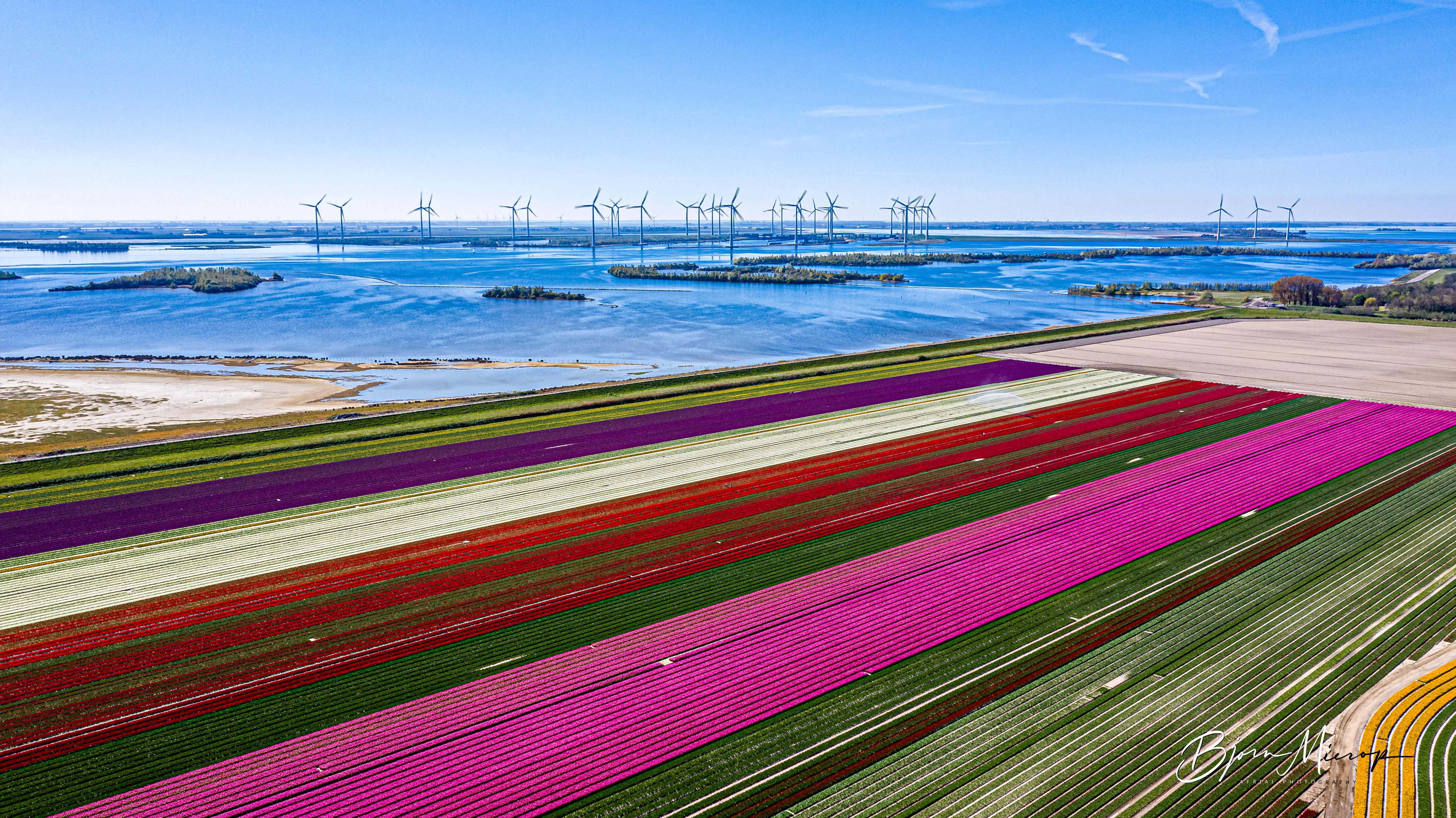
Windpark Krammer gezien vanaf het eiland Goeree-Overflakkee.

Windpark Krammer is een windpark in Zeeland op en rond de Krammersluizen in de Philipsdam. Het park bestaat uit 34 turbines met een totaal vermogen van 102 MW. Het is het grootste particuliere windpark en daarmee het grootste burgerinitiatief van Nederland. De bouw is in 2016 gestart en is in 2019 afgerond. Op 15 mei 2019 werd het park officieel geopend door Koning Willem-Alexander.
Het windpark is ontwikkeld door de coöperaties Zeeuwind en Deltawind, met in totaal ruim 4000 leden in de provincie Zeeland en het eiland Goeree-Overflakkee. Vier bedrijven, AkzoNobel, DSM, Google Inc. en Philips, hebben contracten gesloten om alle stroom af te nemen.
De 34 windmolens zijn van het type Enercon E-115 met een vermogen van 3 MW per stuk. In 2017 leverden de eerste windturbines al elektriciteit, maar het hele project is pas in 2019 afgerond.
Het project vergde een totale investering van 215 miljoen euro. Hiervan wordt 7,5 miljoen euro bijeen gebracht door de leden van beide coöperaties. De Duitse leverancier van de turbines, Enercon, brengt ook eigen vermogen in. De rest van het geld is geleend bij een consortium van vier banken. De looptijd van die projectfinanciering is 15 jaar, geteld vanaf de oplevering van het windpark. Hoewel het park een initiatief is van burgers wordt het park gesubsidieerd middels de SDE-regeling en dus niet middels de postcoderoosregeling (de betreffende postcoderoos is immers ook veel te klein om daarin voldoende deelnemende leden te verkrijgen) of middels saldering.

## Impact op de omgeving
Het park is te zien in grote delen van Goeree-Overflakkee, Tholen en Schouwen-Duiveland en ten gevolge daarvan weinig geliefd bij de lokale bevolking.
De windmolens zijn uitgerust met technologie die ze tijdelijk stillegt als er vogels of vleermuizen gedetecteerd worden, of als er slagschaduw op woningen optreedt. Het detectiesysteem werkt zowel met ultrasone geluidsdetectoren als met camera's met beeldherkenning en het stilzetten van de windmolens kost per maand zo'n €10.000 tot €15.000 aan gemiste stroomproductie.
De rode obstakelverlichting op de molens voor luchtvaartuigen is nu in het donker alleen aan wanneer een luchtvaartuig in de buurt wordt gesignaleerd. Overdag zijn er witte lichten.